# Gos tofoner

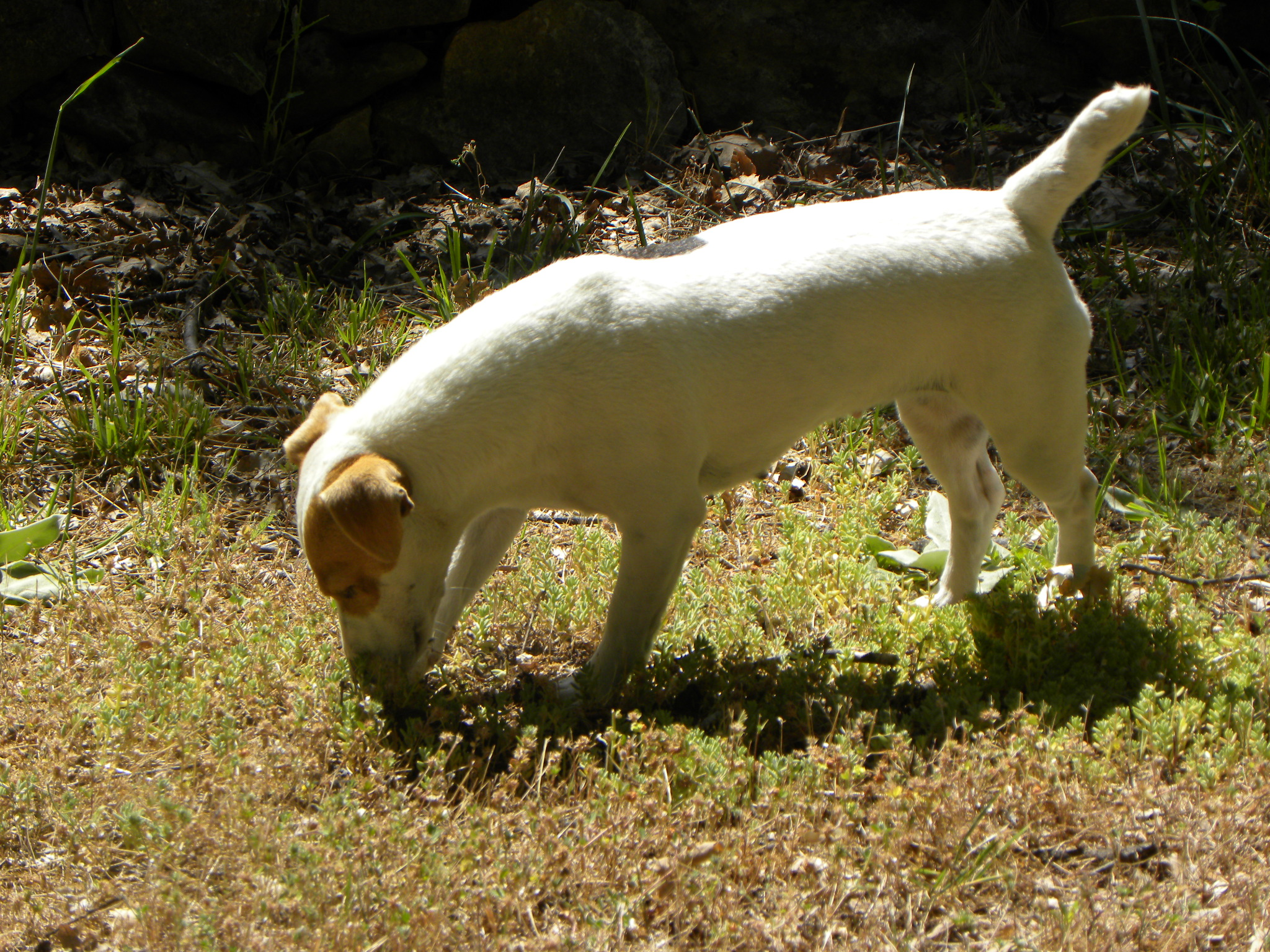
Terrier de Jack Russell ensumant una tòfona.

Un  gos tofoner  és aquell entrenat per trobar la tòfona enterrada a terra gràcies a la seva olor.

## Metodologia d'aprenentatge
El seu mestre li ensenya primerament a trobar objectes enterrats recompensant regularment, després li ensenya a reconèixer l'olor de la tòfona i més endavant a no menjar-la quan en troba una.
Com a recompensa per cada troballa, no ha de donar-li productes ensucrats, poc saludables o amb olors massa forts, per no desorientar el seu olfacte.

## Races preferides
Races utilitzades per a aquesta activitat són el gos d'aigua de la Romanya (Lagotto Romagnolo), rottweiler, pastor alemany, labrador retriever i més modernament el terrier de Jack Russell, encara que altres gossos amb un bon olfacte poden ser igual de vàlids.